# Valingu
Valingu är en by i Saue kommun i Harjumaa, Estland.
Byn hade 200 invånare 2008.